# Salomón
Salomón (hebreo:שלמה Šlōmō, árabe: سُلَيْمَان Sulaymān, griego: Σολομών Solomōn, latín: Salomon) nombrado por el profeta Natán como Jedidías (hebreo: ידידיה YedydYah «amado de Yah» en griego: Ιεδιδίας Yedidias, latín: Jedidias) según el Tanaj (Antiguo Testamento) fue un sabio y rey del Reino unificado de Israel quien sucedió a su padre: David. 
Su vida y obra se relata en el primer libro de Reyes y en el segundo libro de Crónicas, según estas Escrituras, fue el tercer y último monarca de la Monarquía Unida (es decir, antes de la separación del territorio israelita en los reinos de Judá e Israel). Su reinado duró cuatro décadas, tradicionalmente entre los años 970 y 931 a. C.
En los textos mencionados se dice que el rey Salomón heredó un considerable imperio conquistado por su padre, el rey David, que se extendía desde la frontera con Egipto hasta el río Éufrates, en Mesopotamia. Este reino estaba integrado por el territorio de Israel, administrado con un sistema de doce distritos, y numerosos reinos vasallos o sometidos.
Favoreció las relaciones comerciales con los fenicios, a uno de cuyos soberanos, Hiram de Tiro, entregó veinte ciudades de Galilea. Con marinos de ese origen organizó una expedición comercial que partió de Eilat, en el mar Rojo, hasta el país de Ofir (identificado con Etiopía o la India). También mantuvo contacto con la soberana del Reino de Saba (en el Yemen).
Se le describe como sabio e inmensamente rico, con un gran harén, el cual incluía a «una hija del Faraón», y se añade que dedicó su reinado a grandes proyectos de construcción, notablemente el Templo de Jerusalén. Es presentado como un fervoroso adorador de Yahveh, luego devenido en politeísta en su vejez.
Además se le atribuye la autoría de algunos libros bíblicos, a saber: Eclesiastés, Proverbios y Cantar de los Cantares, algunos salmos y, posteriormente, el Libro de la Sabiduría y el de Las Odas de Salomón, ambos pseudoepigráficos.
En el Corán, Salomón es considerado uno de los más importantes profetas. Los musulmanes se refieren generalmente a él con la variante árabe, Suleimán. En el Kebra Nagast (Libro de la Gloria de los Reyes de Etiopía), crónica pretendidamente histórica de los reyes de Etiopía, se describe la descendencia de Salomón desde su hijo Menelik I (hijo de Salomón y la Reina de Saba).
En las tradiciones herméticas, se le asocia con la magia y el conocimiento de sabidurías ocultas.

## En la Biblia

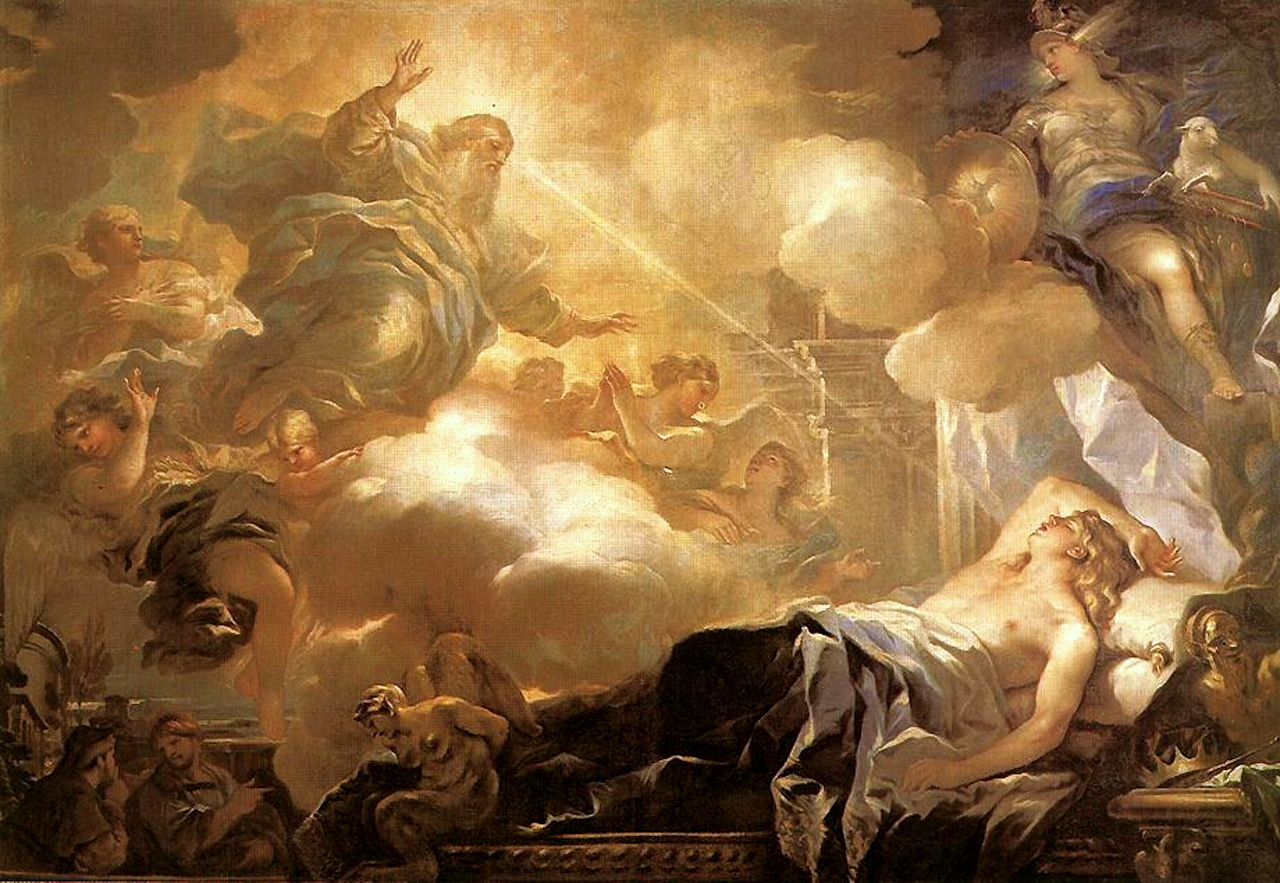
El Sueño de Salomón (Luca Giordano).

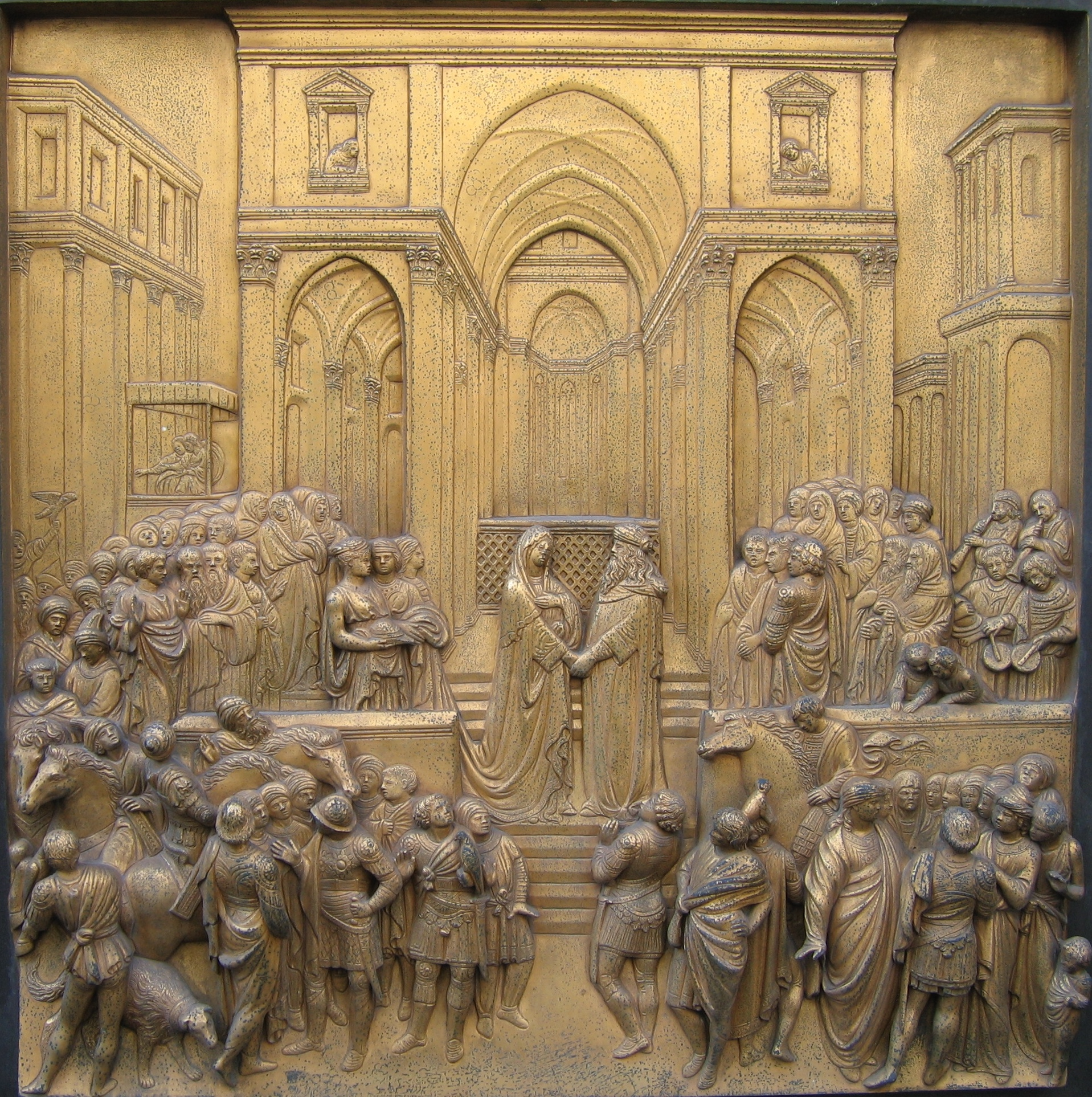
El rey Salomón junto a la Reina de Saba (Ghiberti).

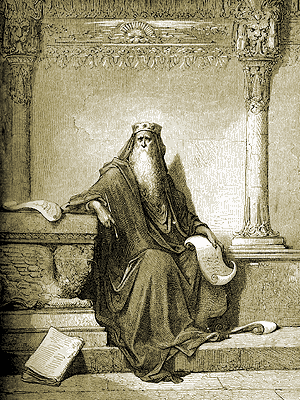
Salomón escribe los Proverbios (Doré).

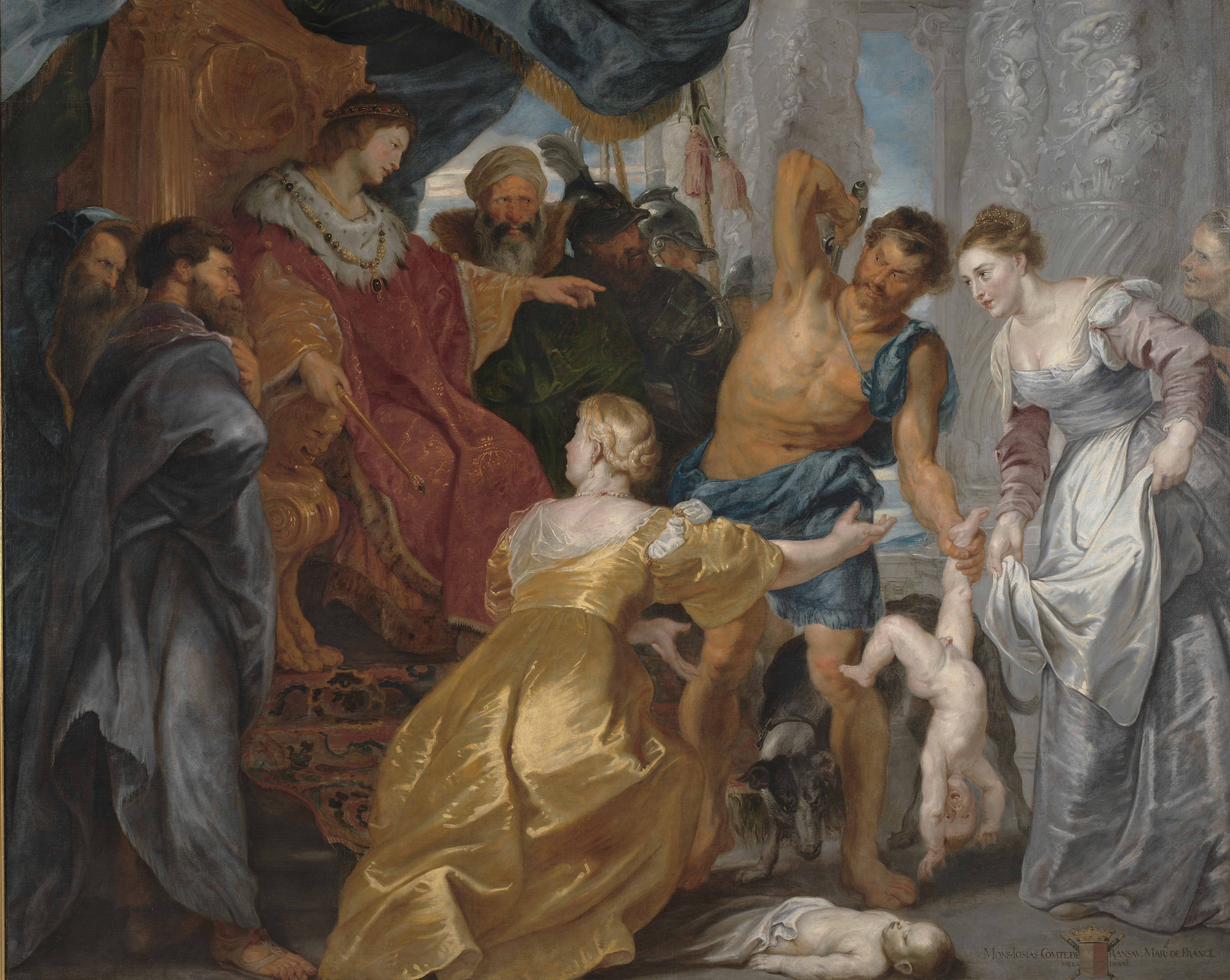
El juicio de Salomón (1617) por Peter Paul Rubens.

La historia de Salomón se narra en el Primer Libro de los Reyes, 1-11, y en el Segundo Libro de las Crónicas, 1-9, ambos incluidos en la Biblia, siendo la única fuente sobre este monarca. Se carece de inscripciones contemporáneas que lo mencionen, así como de evidencia arqueológica que confirme los datos bíblicos.
El profeta Natán informó a David que Yahveh había ordenado la muerte de su primer hijo como castigo por el pecado del rey, quien había enviado a la muerte a Urías, marido de Betsabé, para casarse con ella (2Samuel 12:14: «Has hecho blasfemar a los enemigos de Dios» (literalmente: ‘has despreciado los preceptos de Dios’). Tras una semana de oración y ayuno, David supo la noticia de la muerte de su hijo y se casó con Betsabé quien quedó embarazada, esta vez de Jedidías, conocido más tarde como Salomón.
Sucedió a su padre, David, en el trono de Israel hacia el año 970 a. C., quien lo nombró heredero a instancias de Betsabé y Natán, aunque tenía hijos de más edad con otras mujeres. Fue proclamado antes de la muerte de su padre, ya que su medio hermano Adonías había anunciado sus pretensiones al trono. Adonías fue más tarde ejecutado por orden de Salomón, y el sacerdote Abiatar, partidario suyo, depuesto de su cargo, en el cual fue sustituido por Sadoc. También fue asesinado el general Joab sin respetar el derecho de asilo del santuario. Del relato bíblico parece deducirse que para la ascensión de Salomón al poder tuvo lugar una purga política en los cuadros dirigentes del reino, que fueron reemplazados por personas leales al nuevo rey.
En ocasión de ofrecer un sacrificio en Gabaón, según el relato bíblico:

Yahveh se apareció a Salomón… y le dijo:
Pide lo que quisieres que yo te dé. Y Salomón dijo:… Da pues a tu siervo un corazón magnánimo para juzgar a tu pueblo, para discernir entre lo bueno y lo malo [...] Y respondió Yahveh: lo he hecho conforme a tus palabras: he aquí que te he dado corazón sabio y entendido
1Reyes 3:5,9 y 1Reyes 3:11,12 

Esa sabiduría, según el relato, le permitió llevar al Reino de Israel a su mayor esplendor. En la leyenda aparece atestiguada en el episodio conocido como el Juicio de Salomón.
Salomón de acuerdo a su nombre, fue un rey pacífico, que se mantuvo en buenos términos con los soberanos vecinos y fue aliado del Hiram I de Tiro, quien lo auxilió en muchas de sus empresas. 
La seguridad interna y el control de las vías de comunicación habían facilitado una amplia expansión del comercio hebreo, con lo que sus naves llegaron hasta Ofir, en algún lugar del Mar Rojo, donde cargaron 14.300 kg de oro.
El esplendor de su corte llamó la atención de la reina de Saba, quien acudió a visitarlo.

### Construcción del Primer Templo
Emprendió numerosas obras arquitectónicas, entre las que destaca por encima de todas la construcción del Templo de Jerusalén como lugar para la permanencia del arca de la Alianza, aunque destaca también la edificación de un lujoso palacio y la construcción de un terraplén que unía el área del Templo con la ciudad de Jerusalén.
En sus construcciones participó un gran número de técnicos extranjeros, como albañiles y broncistas de Tiro o carpinteros de Biblos. Entre todos ellos destaca el arquitecto Hiram, y se importaron lujosos materiales también procedentes de Fenicia.
Después de terminado el templo, en una oración que Salomón le hace a Yahvé le recuerda la promesa hecha a su padre David la cual fue «… no te faltara varón delante de mí, que se siente en el trono de Israel, con tal de que tus hijos guarden mi camino…» Dios les concedía tranquilidad en sus fronteras. El orden y la alegría primaban.

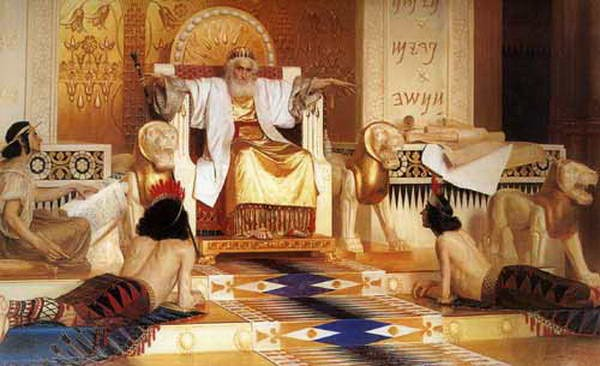
Vanidad de vanidades, y todo tipo de vanidad. Óleo que representa al rey Salomón ya anciano y meditabundo (Isaak Asknaziy, Rusia,).

### Decadencia de Salomón
No obstante, para consolidar el poder político de Israel en la región, contrajo matrimonio con una de las hijas del faraón (probablemente Siamón) y se rodeó de lujos. Esto hizo, sin embargo, que en la segunda mitad de su reinado cayera en la idolatría, inducido por sus numerosas esposas extranjeras. De acuerdo con 1Reyes 11:3, «tuvo setecientas mujeres reinas y trescientas concubinas, y esas mujeres le desviaron el corazón»

Reino de Israel (monarquía unida) en tiempos de Saúl y David, 1020–966 a. C. El territorio continuó unido hasta la muerte de Salomón en 928 a. C.

Tanto el rey como el pueblo se dedicaron a comerciar; fueron atrapados por el ansia de riquezas y cayeron en el materialismo.
Aquí se dio el punto de inflexión hacia un modo de vida que posteriormente sería causa de reproches por parte de los profetas:
«andan descarriados, todos se han pervertido. No hay quien practique el bien, no hay ni uno» En vez de administrar justicia, los propios hebreos… «oprimían a los pobres», «acechaban… a las personas. Sus casas estaban llenas de fraudes; con esos fraudes se han engrandecido y se han hecho ricos…»
En las transacciones, el rey demostraba que ya no era justo. Reavivó el tema de la esclavitud en los infieles. Permitió sacerdotes que en muchos casos eran indignos. Se cubrió de elementos de guerra (carros y caballos).
Aquel pecado de Salomón (priorizar la obtención de riquezas por sobre la Ley de Dios) fue la causa de que a su muerte se dividiera el reino de Israel.
Pero aunque cometió este pecado, se arrepintió y luego escribió el Libro de Eclesiastés para aconsejar a otros a que no siguieran su ejemplo. Allí menciona «vanidad de vanidades, todo es vanidad» y esto se refiere a su vida inicua. Salomón escribe este libro como un testimonio y ejemplo de que las cosas de este mundo no son duraderas.[cita requerida]
Lo sucedió su hijo Roboam, cuya madre era Naamá, amonita. Pero pronto, la parte norte aparecería como 'rebelde' (10 de las doce tribus de Israel, todas excepto Judá y Benjamín). Así quedaría dividido el reino.

### Datación
Las fechas convencionales del reinado de Salomón derivan de la cronología bíblica y de la campaña del faraón Sisak quien supuestamente asedió Jerusalén durante el reinado de Roboam, hijo y sucesor de Salomón. El misionero adventista estadounidense Edwin R. Thiele ha fijado a Salomón entre aproximadamente 970 y 931 a. C.

## Causas de la división del reino

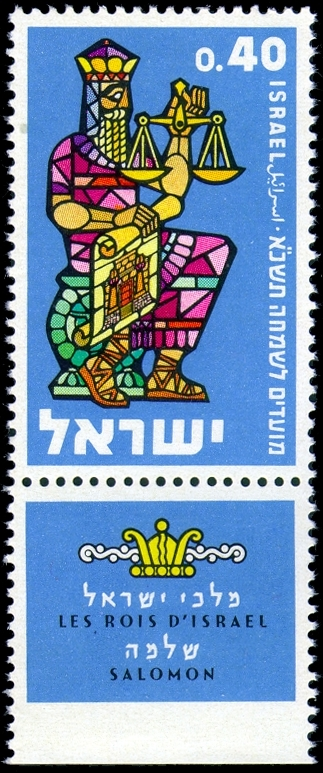
Estampilla israelí dedicada al rey Salomón, 1960. Sus atributos son la balanza de la Justicia y el plano del Templo.

Las construcciones emprendidas por el rey y el boato de su corte exigían enormes contribuciones en dinero y mano de obra, que la parte más próspera del pueblo —también ya imbuido de codicia— no quería aportar. Los privilegios concedidos a Judea hicieron crecer el descontento entre las diez tribus del Norte (las más acaudaladas), donde Jeroboam se hizo eco de este descontento y se puso al frente del levantamiento que llevaría más tarde a la separación de los reinos de Israel y de Judea.

## En la arqueología
En las últimas décadas el progreso de la arqueología, la implementación de técnicas más precisas y el estudio de los sitios en su contexto han puesto en cuestión el relato bíblico. En general, salvo unos pocos estudiosos, se acepta la existencia de un gobernante llamado Salomón en la segunda mitad del siglo X a. C. Muchos académicos consideran que las descripciones bíblicas de su gran reino, sus construcciones y su riquezas son invenciones posteriores. Otros eruditos, sin embargo, atribuyen una mayor credibilidad al relato bíblico, concediendo que hay elementos anacrónicos en la descripción del reinado de Salomón.

## En otras religiones y tradiciones
En la tradición de la Iglesia ortodoxa etíope, se señala que Salomón tuvo un hijo con la reina de Saba, llamado Menelik I, quien sería futuro rey de Etiopía, y de quien la tradición dice que sacó el Arca de la Alianza de Israel, llevándosela a su reino: el libro Kebra Nagast relata esta historia.
En las tradiciones islámicas y en textos árabes como Las mil y una noches, varios cuentos lo señalan como un poderoso rey, el cual poseía cualidades de hechicería que le permitieron consolidar un imperio y encarcelar a los numerosos demonios del desierto, los ifrit (genios), a los que encerró en vasijas de barro selladas con el nombre de Dios, por negarse estos a seguir los mandatos del Altísimo y someterse a los hombres. En el relato es llamado Sulaymán, hijo de Daud (David).
La presencia del monarca más sabio y justo de la historia no se limita a la Biblia, la Torá y el Corán, ya que también es nombrado en la Leyenda Áurea, un influyente libro medieval que contiene historias, mitos y leyendas de santos, cuando narra la leyenda de la Vera Cruz. Su sello, el hexagrama, también conocido como la "estrella de David", es la piedra angular del judaísmo, símbolo del «Hagia Sophia» (Sabiduría Divina) que reinó durante cuarenta años en Israel y ha pasado a simbolizar la unión de la conciencia y el inconsciente, relacionando el triángulo con el vértice hacia arriba con la conciencia, la sabiduría, lo divino; mientras que el triángulo invertido se vincula al mundo del inconsciente, a las tinieblas, la oscuridad y lo negativo.
También se relacionan con él "las minas del rey Salomón", o dentro del esoterismo medieval "el anillo de Salomón", que le fue otorgado por el Arcángel Gabriel. El poder mágico del célebre y sabio rey hebreo, radicaba en su anillo, ya que gracias a él, Salomón consiguió dominar el mundo de los espíritus y pudo llevar a cabo la gran empresa de construir el templo de Jerusalén. Esta tradición menciona que conocía el lenguaje de los animales y que su padre, el rey David, le enseñó el lenguaje de los pájaros llamado el Idioma Natural. Su curiosidad era tal que adquirió conocimientos sobre cristales y piedras; los misterios de la alquimia como la transmutación de los metales; el mundo vegetal y la vida eterna. Además tenía el don de hacer milagros, escribiendo cientos de libros al respecto, destacando el desaparecido "Manuscrito secreto de Salomón" que contiene hechizos, invocaciones, fórmulas y talismanes; actualmente es el texto más buscado por los estudiosos de las artes esotéricas.

## En el cine y la televisión
| Año  | Título                                                | País             | Intérprete         | Director                            | Formato                               |  |
| ---- | ----------------------------------------------------- | ---------------- | ------------------ | ----------------------------------- | ------------------------------------- |  |
| 1909 | The Judgment of Solomon /Solomon's Judgment           | EUA              | William Humphrey   | J. Stuart Blackton                  | Cortometraje                          |  |
| 1912 | Le jugement de Salomon                                | Francia          | René Alexandre     | Henri Andréani                      | Cortometraje                          |  |
| 1920 | La Sacra Bibbia                                       | Italia           | Zuppelli           | Pier Antonio Gariazzo y Armando Vey | Largometraje                          |  |
| 1952 | La regina di Saba                                     | Italia           | Gino Cervi         | Pietro Francisci                    | Largometraje                          |  |
| 1959 | Solomon and Sheba /Salomón y la reina de Saba         | EUA              | Yul Brynner        | King Vidor                          | Largometraje                          |  |
| 1978 | Greatest Heroes of the Bible: The Judgment of Solomon | EUA              | Tom Hallick        | James L. Conway                     | Serie de televisión                   |  |
| 1995 | Solomon & Sheba                                       | EUA              | Jimmy Smits        | Robert Young                        | Telefilme                             |  |
| 1997 | Solomon /La Biblia: Salomón                           | Reino Unido, EUA | Ben Cross          | Roger Young                         | Telefilme                             |  |
| 2001 | Animated Tales of The World: "King Solomon & The Bee" | EUA              |                    | Noam Meshulam                       | Serie de animación para la televisión |  |
| 2009 | Magi (manga)                                          | Japón, Asia      |                    | Shinobu Ohtaka                      | Anime/manga                           |  |
| 2010 | Molke Soleiman                                        | Irán             | Amin Zendegani     | Shahriar Bahrani                    | Largometraje                          |  |
| 2011 | Song of King Solomon                                  | Reino Unido      | Jason Croot        | Stephen Southouse y Jason Croot     | Largometraje                          |  |
| 2023 | Reyes                                                 | Brasil           | Guilherme Dellorto | Leonardo Miranda                    | Serie                                 |  |

## Precesión y sucesión
| Predecesor: David | Salomón Rey de Israel —Reino unificado de Judá e Israel— 965-928 a. C. | Sucesor: Roboam (rey de Judá) Jeroboam (rey de Israel). |